# Jardin de Montcroix
 (février 2017).
Le Jardin de Montcroix (aujourd'hui Montcroix et Centre Saint-François) est un jardin se trouvant à Delémont, dans le canton du Jura, en Suisse. Il a été créé vers 1630, quand le chanoine Jacques-Christophe Bajol a commencé la construction du site.

## Historique

### Des jardins sur l’Ex-voto du Vorbourg
Le 23 novembre 1671, en vieille ville de Delémont, un incendie se déclare au croisement rue de l’Hôpital et rue de Fer. Les citoyens prient pour qu’il ne se propage pas dans le reste de la ville. La catastrophe est évitée. En signe de reconnaissance, un ex-voto est placé à la chapelle du Vorbourg. Celui-ci représente la vieille ville delémontaine ainsi que les bâtiments emblématiques hors les murs. On y distingue le couvent des Capucins, ainsi que Montcroix, représenté sous forme de deux bâtiments dominées par une tour crénelée. Un mur d’enceinte entoure l’ensemble. Il rappelle les grands murs de soutènement des terrasses de culture visibles sur le site.

### Topographie
Le lieu-dit s’appelait tout d’abord le “Cras” ou le “Cras de la Croix”, car une croix s’élevait sur cette petite élévation du nord-est de la ville. La dénomination “Mont-Croix” apparaît en 1686.
On observe sur un plan topographique que le site se détache du flanc de la colline et s’avance en petit promontoire, tout comme l’église Saint-Marcel. De grands murs de soutènement dans la pente sud créent plusieurs terrasses aux usages variés : agrément et culture pour Montcroix, cimetière pour Saint-Marcel. La terrasse ouest de Montcroix offre une vue panoramique. On y voit sur la même ligne les clochers  de Saint-Marcel, de l’Hôtel-de-ville et du Temple, et l'on distingue le relief sur lequel prend place Saint-Marcel ainsi que le reste de la vieille ville

### Aménagement du jardin de 1869 à nos jours
Le plan cadastral le plus ancien mentionnant Montcroix date de 1869. 

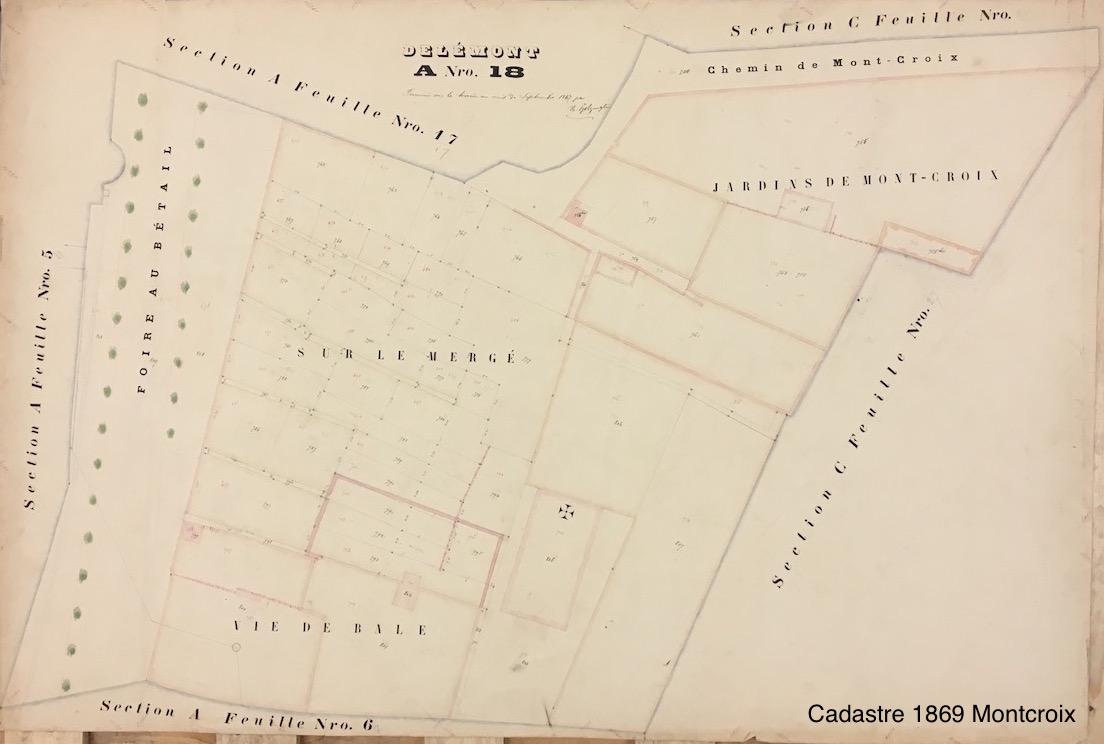
Extrait du plan cadastral de 1869.
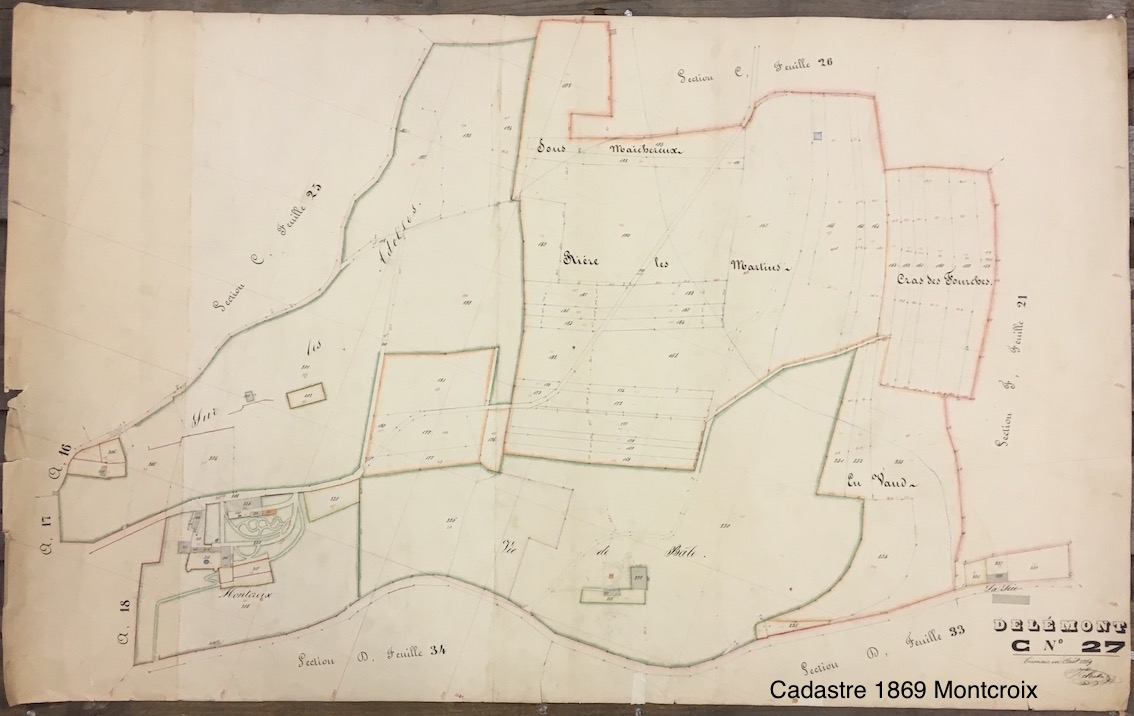
Extrait du plan cadastral de 1869.
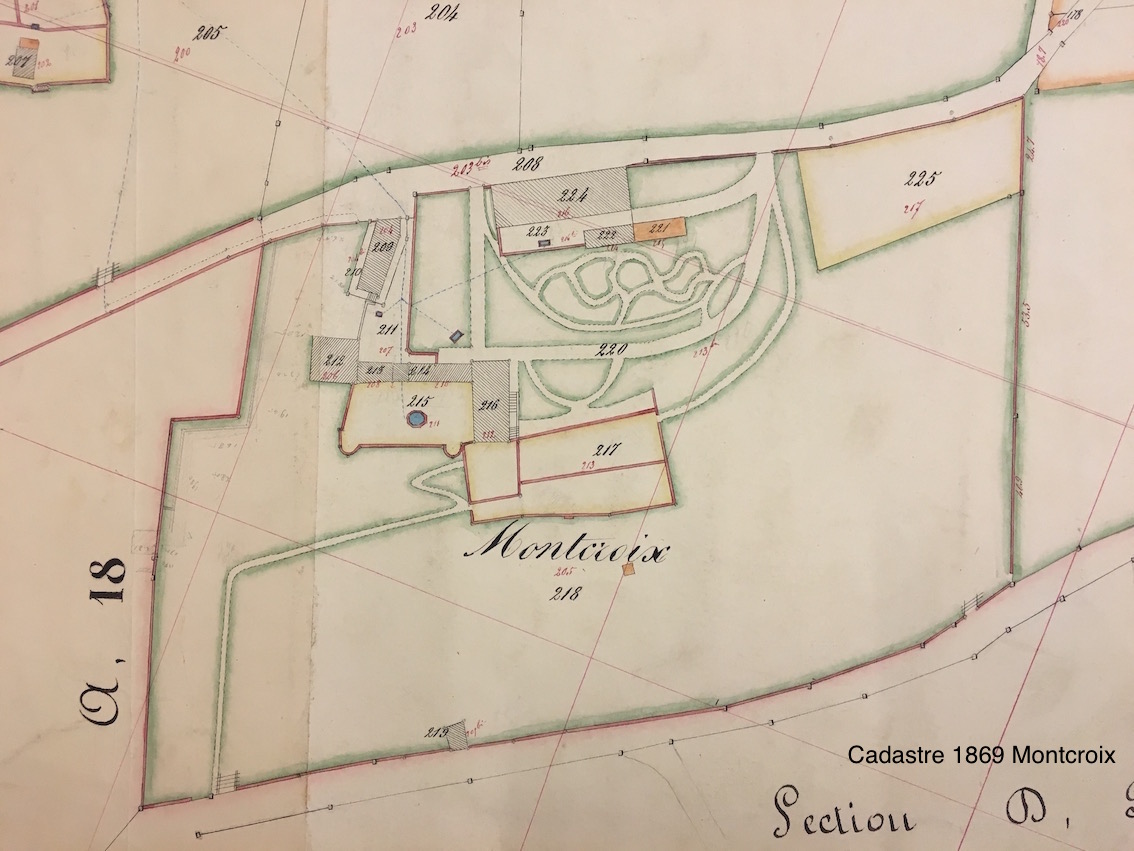
Extrait du plan cadastral de 1869 (détail).

Un bâtiment tout en longueur occupe la partie nord-ouest de la parcelle. Il abritait une chapelle et un ensemble résidentiel. Deux annexes sont représentées dans la partie nord. Un large espace s'étend devant l’entrée principale située au nord, à la place de la chapelle actuelle. Côté nord-est, figure un jardin à l’anglaise, aujourd’hui devenu un bosquet touffu. Au sud du bâtiment principal se trouvent alors déjà quatre terrasses. Le reste de cette parcelle entourée d’un mur d’enceinte semble libre.

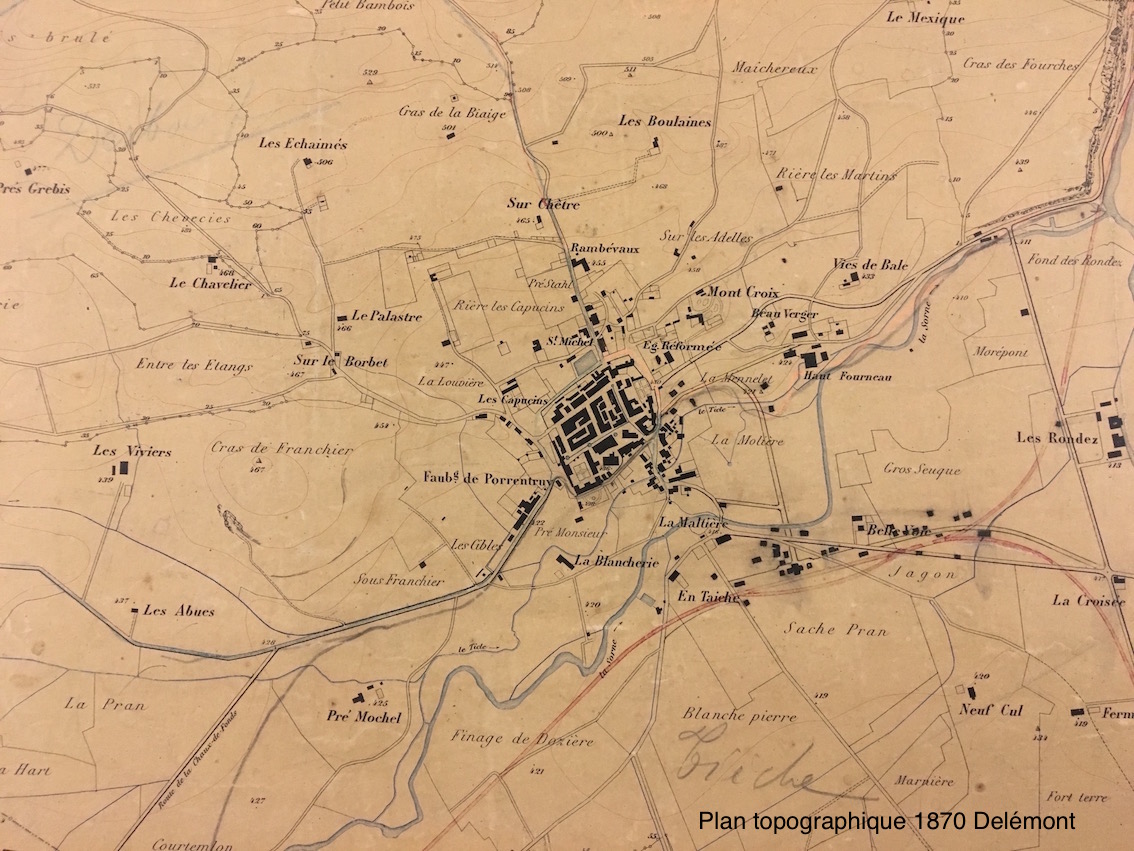
Plan topographique de 1870
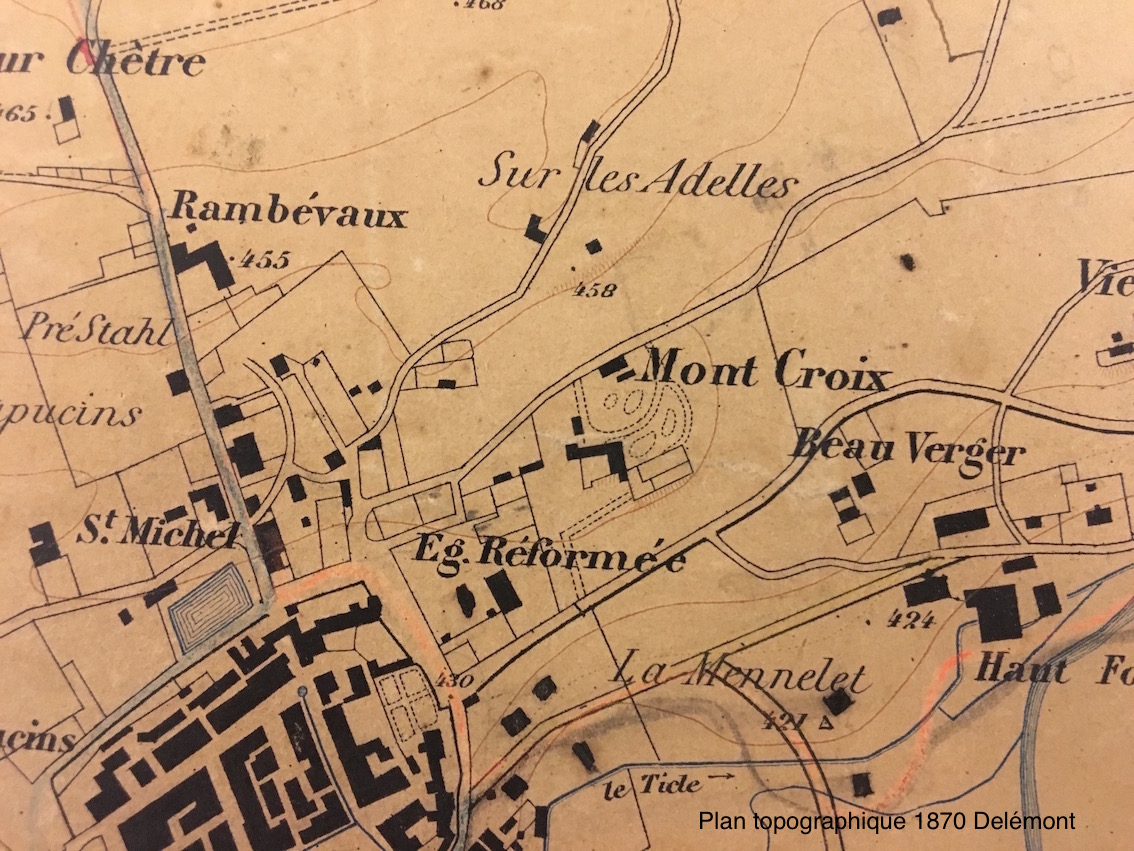
Agrandissement du plan topographique de 1879
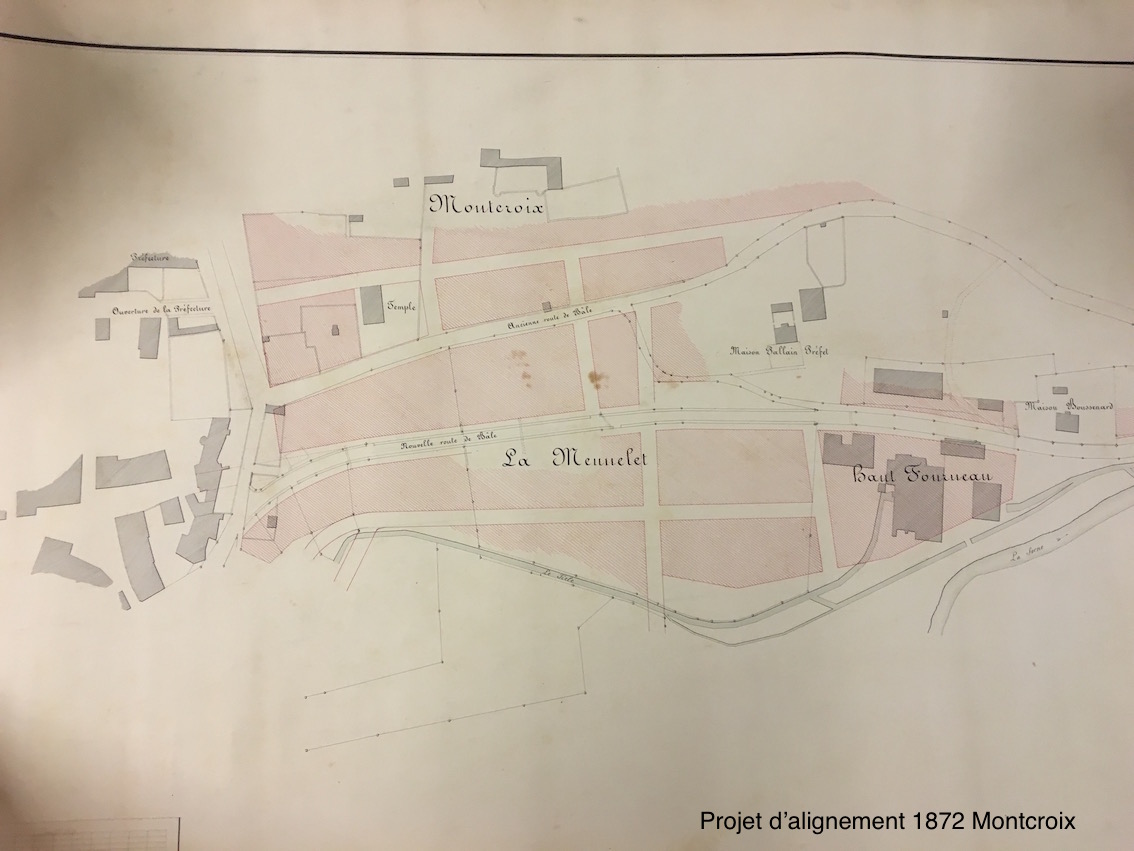
Plan du projet de 1972.

En 1872, un projet d’alignement de bâtiments imagine la création d’un nouveau quartier entre l’ancienne route de Bâle (rue du Temple) et les terrasses de Montcroix. Ce projet prévoit la construction de plusieurs bâtiments sur l’ensemble du parc actuel de St-François. Ils auraient été alignés le long d’une rue formant un axe est-ouest, en ligne avec l’ouverture de la Préfecture (actuelle extrémité est de la rue de l’Hôpital). Le projet n’a jamais été réalisé. A donc subsisté un espace vert ultérieurement planté d’arbres, qui forme aujourd’hui une petite oasis végétale citadine.

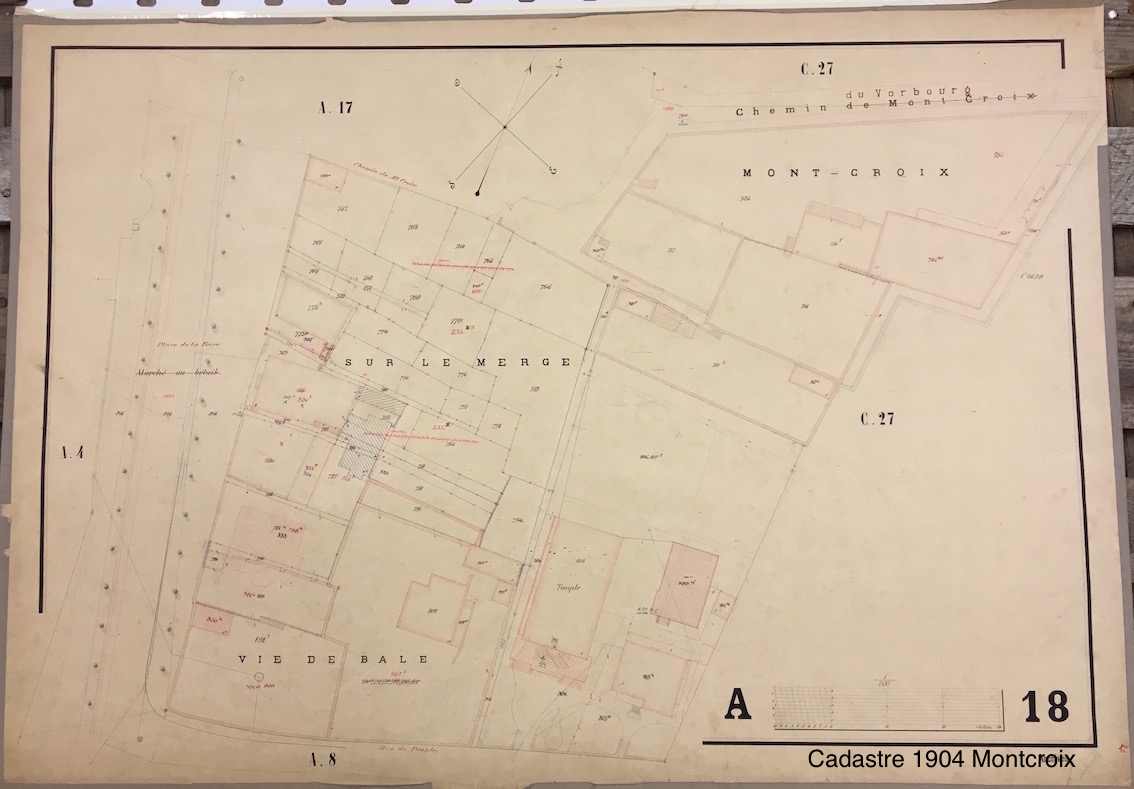
Extrait du cadastre de 1904.

Sur le cadastre de 1904, la parcelle à l’ouest de Montcroix (celle du centre St-François actuel) comprend deux bâtiments : l’église provisoire construite durant le Kulturkampf en 1874 et le bâtiment où vivaient les Capucins.
En 1833 les gouvernements de Lucerne, St-Gall et Argovie ont convoqué une conférence des délégués des États du diocèse de Bâle (Berne, Soleure, etc). Une Convention réglant de manière uniforme les rapports de l’Église et de l’État est alors signée. Le but visé était de détacher peu à peu le clergé et les fidèles du Siège apostolique (Rome). On remplaçait l’Église catholique par une sorte d’Église nationale. À ces nouvelles, les esprits s’échauffent dans le Jura catholique ett en 1873, le gouvernement bernois édicte une série de peines menaçant les prêtres jurassiens qui célébreraient la messe. Berne impose ses pasteurs protestants, mais les Jurassiens s’unissent alors pour défendre leur religion et établissent sur les places des arbres de la liberté (par exemple le tilleul de la liberté de l’hôtel de ville).
Les fidèles se réunissent pour les célébrations dans une grange provisoire à Montcroix, qui laisse sa place en 1874 à une église plus grande.
Dans le bâtiment ouest voisin vivaient les Capucins. Un jardin prenait place au sud. Il était entouré de hauts murs d’enceinte.
En 1951 les Capucins redeviennent propriétaires de Montcroix en rachetant le site à une famille Drouard. Ils font bâtir au nord de la parcelle une nouvelle chapelle, consacrée en 1953. L’édifice, en béton armé, est construit à l’est de l’axe de l’entrée principale, ce qui plonge cette dernière au fond d’une impasse. La chapelle de Montcroix est la première commande de l'architecte Jeanne Bueche (1912-2000), l’une des premières architectes suisses diplômées de l’EPFZ, qui se spécialisera par la suite dans les constructions religieuses. Au cours de sa carrière, elle a réalisé cinq autres églises et chapelles et en a rénové une trentaine d'autres.
Dix ans plus tard, en 1964, le cadastre montre une situation proche de celle d’aujourd’hui. L’église bâtie durant le Kulturkampf et la résidence des Capucins sont démolis en 1961. Ils laissent place trois ans plus tard, au centre St-François que nous connaissons aujourd’hui. Projet de l’architecte Sylvio Casagrande.
La “campagne” encore libre de grandes plantations est alors transformée en un parc d’agrément aménagé dans le style anglais. Un petit étang en béton y est construit et le canal qui l’alimente en eau est mis en scène de manière pittoresque. De nombreuses plantations d’arbres décoratifs sont effectuées, offrant au parc une ambiance plus introvertie.
Aujourd’hui le parc Montcroix est divisé en trois parties principales : le parc St-François, la suite de terrasses de Montcroix dont fait partie le bosquet nord, et le grand jardin potager mis à disposition de Caritas.
Le parc St-François, qui s'étend au sud du bâtiment, traverse le site d’est en ouest, au sud des terrasses. Structuré par un axe, installé dans le même sens, et longé de fruitiers, le parc est traversé de plusieurs chemins sinueux qui affrontent la pente. Les arbres qui ont une cinquantaine d’années, filtrent l’ambiance de la ville environnante.
Les terrasses sont réservées aux prêtres qui occupent le bâtiment de Montcroix. Elles dominent l’ensemble, offrent une vue magnifique sur la ville et le reste de la vallée. La plus haute d’entre elles, aménagée de manière très classique, met en scène une fontaine centrale. Une autre terrasse accueille un superbe pin sylvestre remarquable par sa taille et son âge.
La partie nord-est du site est réservée à la culture potagère de l’association Caritas. Si aujourd’hui ce terrain est moins cultivé, il a eu fourni des légumes pour le restaurant de l’association.

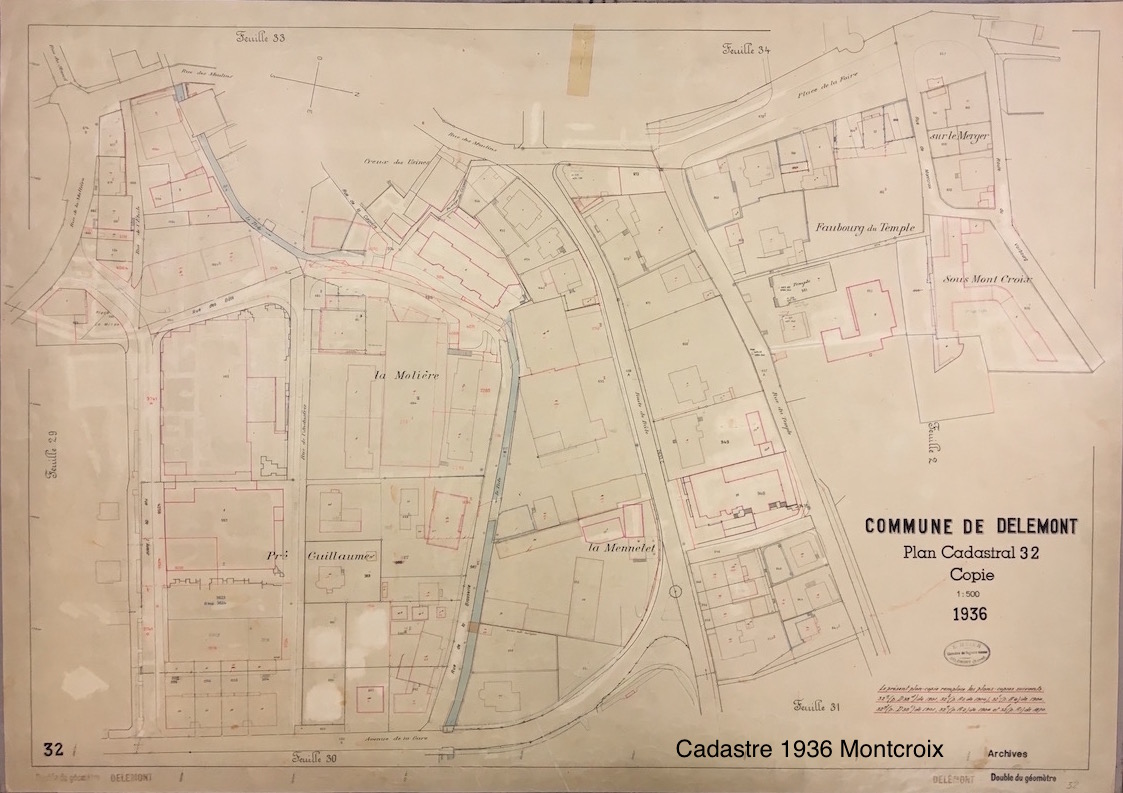
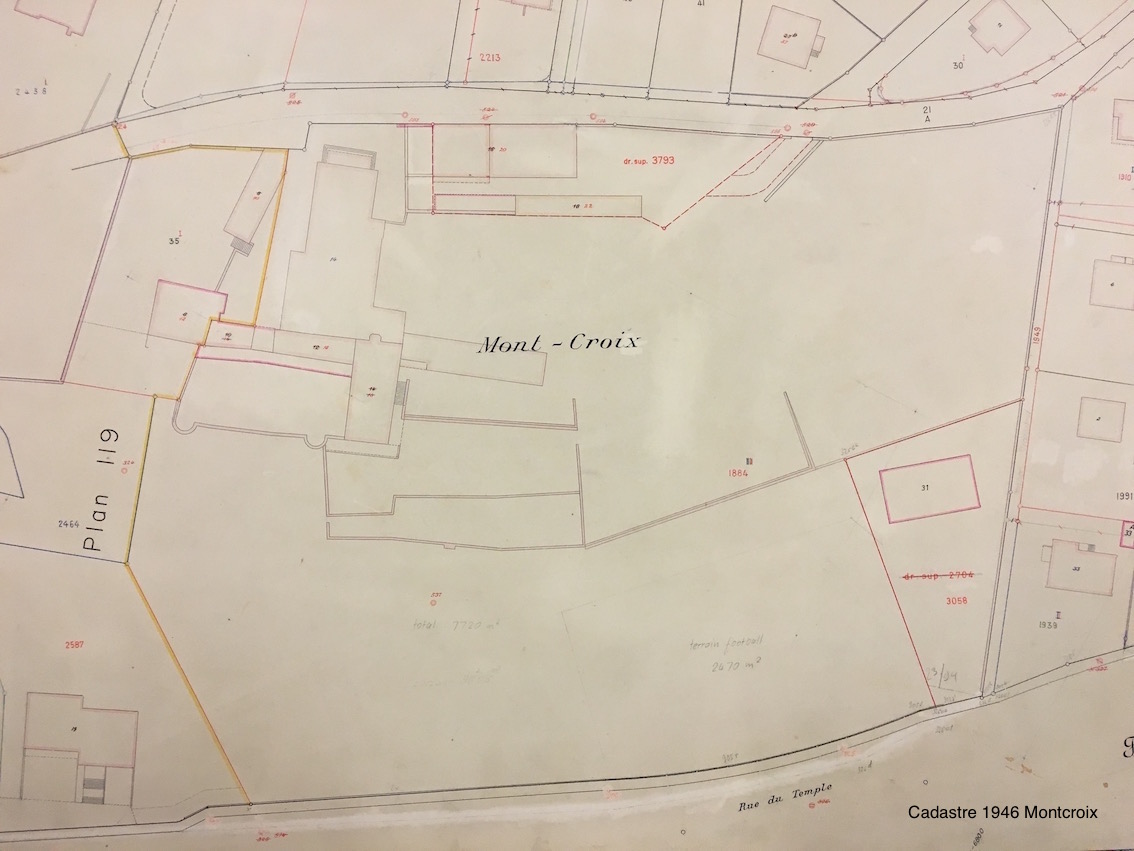
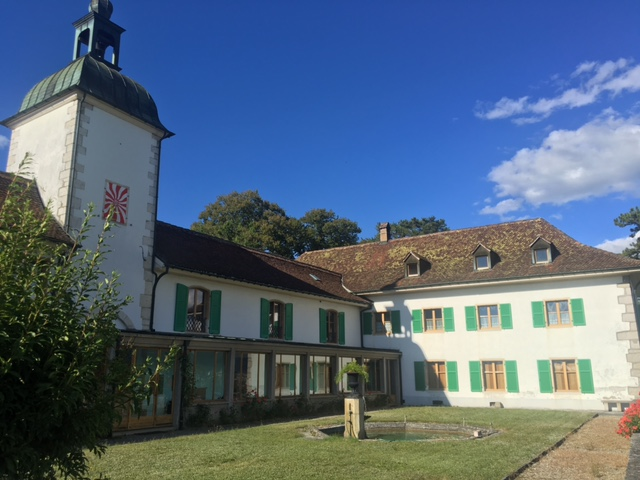

### Éléments remarquables
Un canal pittoresque en béton alimente le bassin artificiel bordé de galets dans le centre du parc. Au bord de ce bassin, un petit promontoire est installé. Il s’agit de la tribune ou les jeunes mariés venaient se faire prendre en photo.
Le parc offre une grande diversité de sous-espaces aux ambiances diverses : patio fermé, terrasse ouverte avec vue, petit amphithéâtre, etc.

### Végétation et végétaux remarquables
Les diverses plantations révèlent les modes passées.

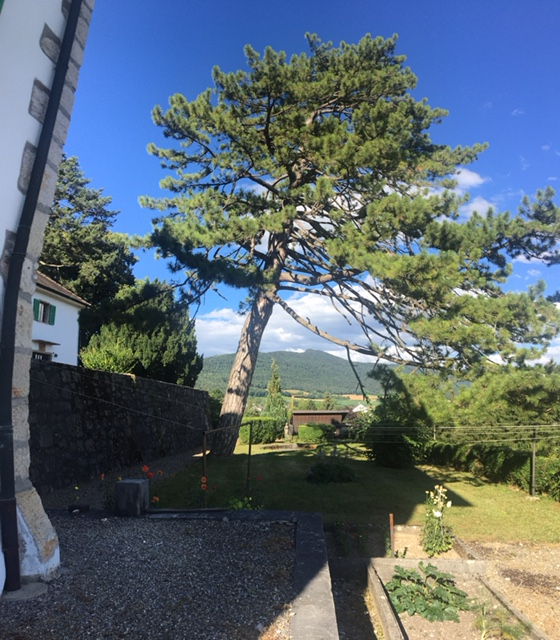
Pin sylvestre du jardin.

Alors qu’on enseigne encore dans les écoles professionnelles qu’une plantation composée d’un tiers de végétaux persistants et de deux tiers de végétaux caducs est un équilibre convenable, le jardin de Saint-François passe aisément la barre des 50 % de persistants pour 50 % de végétaux caducs. Plusieurs facteurs peuvent expliquer ceci :
- la mode des essences plantées dans les années septante se compose d’une grande partie d’arbres persistants. Les variétés pleureuses occupent le devant des ventes.
- on découvre ou redécouvre dans ces années là les nombreuses essences arbustives persistantes structurant les jardins tout au long de l’année.
- la plantation d’éléments persistants est régulièrement justifiée, dans les institutions, par le fait qu’elles ne perdent pas de feuilles et occasionnent ainsi moins de travaux de conciergerie.

En contrepartie, la constance du jardin exprimera moins les saisons : abondance de fleurs aux printemps, profusion de feuillages aux teintes automnales.
Sur la terrasse centrale des jardins de Montcroix domine un très grand et très vieux  pin sylvestre déjà visible sur les photographies de 1860. Bien qu’il ait perdu la plus grande branche lors des travaux de construction de la nouvelle aile est du bâtiment, il possède des branches aussi grandes que des arbres à part entière.
À l’extrémité est du parking de Saint-François se trouve un tilleul à petites feuilles bicentenaire. Situé sur les hauteurs du domaine de Montcroix, il avait un double rôle. Celui de production de tilleul et celui de paratonnerre. Les tilleuls, qui attirent facilement la foudre, étaient volontiers plantés à proximité des bâtiments pour leur rôle de protection. Ils permettaient de réduire les risques d’incendie des bâtiments dû à la foudre.

## Pour approfondir